# Kitkiörivier
De Kitkiöjoki is een rivier binnen de Zweedse gemeente Pajala. De 24 kilometer lange rivier zorgt voor de afwatering van het meer Kitkiöjärvi en kent haar beginpunt bij het dorp eveneens Kitkiöjärvi geheten. Het water stroomt via de Parkajoki naar de Torne.